# Арну, Рита
Рита Арну (1914, Франкфурт-на-Майне, Пруссия — 20 августа 1943, Берлин или Плётцензее) — советская разведчица, участник сети резидентур Красная капелла, псевдонимы: Жюльетта, Юлия.

## Деятельность
Познакомилась с Исидором Шпрингером ещё будучи студенткой Брюссельского университета. Вышла замуж за некоего Арну, который умер перед войной. Выполняла обязанности курьера и проходила обучение на радиста в Бельгийской резидентуре Анатолия Гуревича. Была также курьером у Исидора Шпрингера. Именно Рита Арну сняла квартиру в доме № 101 по улице Аттребат в Эттербеке, где расположились Михаил Макаров и София Познанская. Получала инструкции по радиотехнике от Иоганна Венцеля и Д. Ками (Данилова), присутствовала на двух встречах с Августином Сесе, тоже радиооператором. Была арестована 12 декабря 1941-го года, не выдержав пыток, назвала только Шпрингера. Судя по сообщениям, была казнена.